# Muerte civil

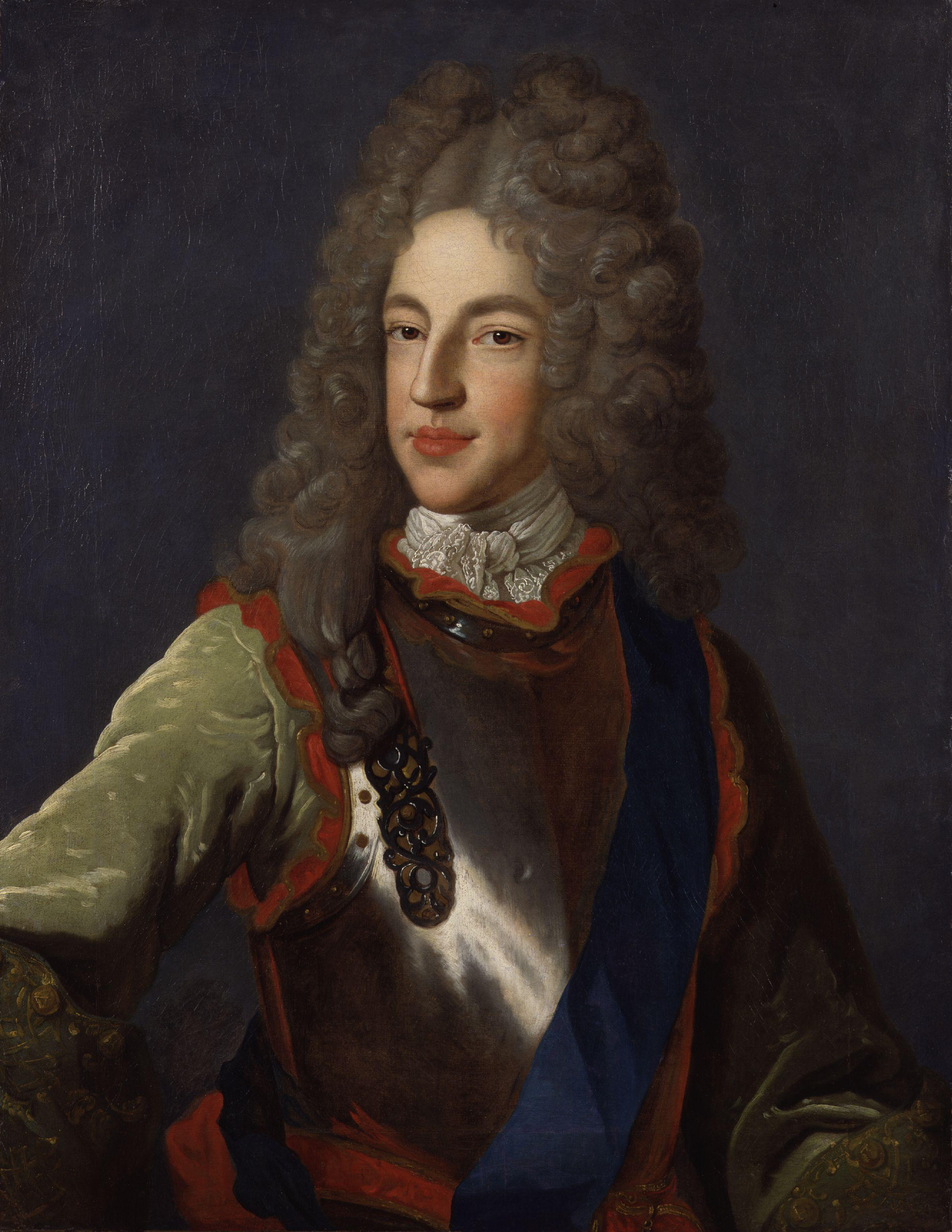
Jacobo Estuardo, pretendiente a la corona de Inglaterra, fue condenado a la muerte civil por el Parlamento inglés.

La muerte civil (en latín: civiliter mortuus) consiste, en general, en la pérdida de los derechos civiles de un individuo, aun cuando no se ha producido la muerte biológica de este. Supone la pérdida para una persona de su personalidad jurídica, que conlleva la privación general de sus derechos. La persona deja de ser considerada viva a efectos jurídicos, aun mucho antes de su muerte real. Es considerada una ficción jurídica.
La muerte civil puede ser aplicada como una pena accesoria a personas condenadas a prisión perpetua o que vayan a ser objeto de la pena de muerte. También ha sido aplicada a las personas que ingresan al clero, consagrándose a la vida religiosa.
La muerte civil trae como consecuencia la pérdida de los derechos del estado civil, de los derechos de potestad, de los patrimoniales, de los políticos y públicos subjetivos; es decir prácticamente el status de la persona. Desde el punto de vista de sus facultades ,será suprimido por el derecho. Sin embargo, el que sufría la muerte civil no perdía su calidad de persona,[cita requerida] en cuanto que mantenía una cierta capacidad.  Al imponerse como pena, aquel a quien se aplicaba era sujeto de deberes desde el punto de vista del derecho penal. Por ejemplo, podía sufrir nuevas sanciones si cometía otros delitos. Debía ,asimismo ,observar cierta conducta en la cárcel como obligatoria, incurriendo en sanciones si no la observaba.

## Historia

### Antigua Grecia
En la Antigua Grecia, la muerte civil era una sanción que provocaba que, a efectos jurídicos, se consideraba muerta o inexistente a la persona a la que se aplicaba, aunque estuviera viva. En la práctica, era el equivalente al destierro, ya que la ciudad dejaba de proteger a la persona condenada y cualquiera podía causarle daño impunemente, lo que les conducía a su muerte.

### Edad Media
Los enfermos de lepra podían ser considerados como civilmente muertos. Pero, en este caso, no era una sanción, sino una resolución a efectos legales, en beneficio de los herederos.
Los condenados a cadena perpetua podían ser considerados como si estuviesen muertos, a varios efectos legales, por ejemplo, por lo relativo al Derecho sucesorio.

### Derecho francés
Los condenados a trabajos forzados a perpetuidad eran considerados como si estuviesen muertos a efectos de herencia, si habían hecho testamento quedaba anulado, y su cónyuge era considerado como si estuviese viudo.

### Nazismo
El decreto nazi «Noche y niebla» (decreto Nacht und Nebel) y los casos de desaparición forzada, llevaban implícita la pérdida de todos los derechos civiles.

### Abolición
La muerte civil subsistió en muchos países hasta mediados del siglo XIX, e incluso del siglo XX. 
Con el tiempo diversas legislaciones la han eliminado, por varias razones. Entre otras, porque sus efectos eran padecidos no solo por el muerto civil, sino también por su cónyuge y sus hijos.
La muerte civil fue abolida:
- En 1831 en Bélgica.[cita requerida]
- En 1854, en Francia.[cita requerida]
- En 1906, en Quebec.[cita requerida]
- En 1943, se derogó la muerte civil en el Código Civil de Chile, en virtud de la Ley 7.612, de 21.10.1943.[2] La muerte civil era una profesión solemne de votos monásticos, en institutos religiosos de la Iglesia Católica, por el cual se ponía término a los derechos de propiedad del profeso; quien no podía adquirir válidamente bienes. Entre otros efectos, se inscribía la defunción del profeso en el Registro Civil. La Ley de 1943 dispuso que "El religioso que haya muerto civilmente con anterioridad a la presente ley volverá a la vida civil y se cancelará la partida de defunción correspondiente..." [3]